# Enoplometopus debelius
Enoplometopus debelius är en kräftdjursart som beskrevs av Lipke Bijdeley Holthuis 1983. Enoplometopus debelius ingår i släktet Enoplometopus och familjen Enoplometopidae. IUCN kategoriserar arten globalt som otillräckligt studerad. Inga underarter finns listade i Catalogue of Life.